# Georges Santer
Georges Santer (* 6. Dezember 1952) ist ein luxemburgischer Diplomat. Er war von 2012 bis 2017 Botschafter in Berlin.

## Leben
Santer studierte Geschichte und Germanistik an der Universität Wien mit Abschluss eines Magister der Philosophie (1978), zuzüglich eines Abschlussdiploms an der Diplomatischen Akademie Wien. 1980 trat Santer in den diplomatischen Dienst und durchlief bis 1991 verschiedene Positionen im luxemburgischen Außenministerium und den Auslandsvertretungen des Großherzogtums, unter anderem von Juli bis Dezember 1988 als Geschäftsträger in Madrid.
Im Dezember 1991 wurde er zum Botschafter in Peking ernannt, ab Februar 1994 auch akkreditiert in Vietnam (mit Dienstsitz in Peking). 1995 wurde er nach Wien versetzt, als Botschafter gegenüber Österreich, Ungarn und Slowenien, sowie als Ständiger Vertreter bei der OSZE, der IAEO, der UNIDO und dem Büro der Vereinten Nationen in Wien.
Ab September 2002 als Generalsekretär im Ministerium für Auswärtige Angelegenheiten tätig, war er von 2002 bis 2007 Vorsitzender eines interministeriellen Ausschusses für die Einrichtung europäischer Institutionen und Behörden in Luxemburg, und ab Dezember 2004 Botschafter beim Heiligen Stuhl (erst mit Dienstsitz in Luxemburg, von September 2007 bis Dezember 2008 in Paris). Im September 2007 wurde er zum Botschafter gegenüber Frankreich ernannt, ab November 2008 auch akkreditiert im Fürstentum Monaco (mit Dienstsitz in Paris), sowie Ständiger Vertreter bei der OECD und der UNESCO. Von September 2012 bis September 2017 war Santer Botschafter gegenüber der Bundesrepublik Deutschland mit Dienstsitz in Berlin und nicht-residierender Botschafter Luxemburgs in Kroatien.

## Auszeichnungen
- 2002 erhielt er das Große Goldene Ehrenzeichen am Bande für Verdienste um die Republik Österreich.[2]